# Higashiōsaka
Thành phố Higashiōsaka (東大阪市 (Đông Đại Phản thị) Higashi-ōsaka-shi, "Thành phố Đông Osaka") là một thành phố thuộc tỉnh Osaka, Nhật Bản. Như tên gọi, nó nằm ngay cạnh phía đông của thành phố Osaka.

## Lịch sử
Thành phố Higashiōsaka thành lập 1 tháng 2 năm 1967 với sự sáp nhập của ba thành phố Fuse (布施, Fuse?), Kawachi (河内, Kawachi?) và Hiraoka (枚岡, Hiraoka?), ở phía đông tỉnh Osaka.

## Thành phố liên kết
- Berlin-Mitte, Đức (since 1959)
- Glendale, California, Mỹ (từ 1960)